# Joeri Stetsenko
Joeri Stetsenko (Kiev 11 april 1945) is een Sovjet-Oekraïens kanovaarder.
Stetsenko won tijdens de Olympische Zomerspelen 1972 de gouden medaille in de K-4 1.000 meter.

## Belangrijkste resultaten

### Olympische Zomerspelen
| Editie | Plaats      | Resultaten        |
| ------ | ----------- | ----------------- |
| 1968   | Mexico-stad | series K-4 1.000m |
| 1972   | München     | K-4 1.000m        |

### Wereldkampioenschappen vlakwater
| Jaar | Plaats       | Resultaten             |
| ---- | ------------ | ---------------------- |
| 1966 | Oost-Berlijn | K-2 1000m · K-4 1000 m |
| 1970 | Kopenhagen   | K-4 1000m              |
| 1971 | Belgrado     | K-4 1000m              |

1964: Anatoli Grisjin & Vjatsjeslav Ionov & Vladimir Morozov & Nikolai Tsjoezjikov ·
1968: Steinar Amundsen & Tore Berger & Jan Johansen & Egil Søby ·
1972: Valeri Didenko & Joeri Filatov & Vladimir Morozov & Joeri Stetsenko ·
1976: Aleksandr Degtjarev & Joeri Filatov & Vladimir Morozov & Sergej Tsjoechrai ·
1980: Bernd Duvigneau & Rüdiger Helm & Harald Marg & Bernd Olbricht ·
1984: Grant Bramwell & Ian Ferguson & Paul MacDonald & Alan Thompson ·
1988: Attila Ábrahám & Ferenc Csipes & Zsolt Gyulay & Sándor Hódosi ·
1992: Mario von Appen & Oliver Kegel & Thomas Reineck & André Wohllebe ·
1996: Detlef Hofmann & Thomas Reineck & Olaf Winter & Mark Zabel ·
2000: Gábor Horváth & Zoltán Kammerer & Botond Storcz & Ákos Vereckei ·
2004: Gábor Horváth & Zoltán Kammerer & Botond Storcz & Ákos Vereckei ·
2008: Abalmasaw & Litvintsjoek & Machnew & Pjatroesjenka ·
2012: Jacob Clear & Dave Smith & Tate Smith & Murray Stewart ·
2016: Marcus Groß & Max Hoff & Tom Liebscher & Max Rendschmidt